# Porter H. Dale
Porter Hinman Dale, född 1 mars 1867 i Island Pond, Essex County, Vermont, död 6 oktober 1933 i Westmore, Vermont, var en amerikansk republikansk politiker. Han representerade delstaten Vermont i båda kamrarna av USA:s kongress, först i representanthuset 1915–1923 och sedan i senaten från 1923 fram till sin död.
Dale studerade juridik och inledde 1896 sin karriär som advokat i Vermont. Han arbetade sedan för tullmyndigheten och som domare i den kommunala domstolen i Brighton, Vermont. Han var ledamot av delstatens senat 1910–1914.
Dale efterträdde 1915 Frank Plumley som kongressledamot. Senator William P. Dillingham avled 1923 i ämbetet och efterträddes av Dale. Han avled i sin tur år 1933 i ämbetet och efterträddes av Ernest Willard Gibson.
Dale var kongregationalist och han gravsattes på Lakeside Cemetery i Island Pond.